# Leftöver Crack
Leftover Crack é uma banda de punk rock formada em 1998 em Nova Iorque, Estados Unidos.

## Membros
- Stza - vocal
- Ezra Kire - guitarra
- Brad Logan - guitarra
- Alec Baillie - baixo
- Ara Babajian - bateria

## Discografia
- Shoot the Kids at School (2000)
- Rock the 40 Oz. (2000)
- Mediocre Generica (2001)
- Rock the 40 Oz: Reloaded (2004)
- Fuck World Trade (2004)